# Exogonium jalapoides
Exogonium jalapoides là một loài thực vật có hoa trong họ Bìm bìm. Loài này được (Griseb.) House mô tả khoa học đầu tiên năm 1908.